# Centro Penal de San Pedro Sula
El Centro Penal de San Pedro Sula o Penitenciaría de San Pedro Sula es una instalación penitenciaria localizada en la ciudad de San Pedro Sula, la segunda más importante del país centroamericano de Honduras.
En 2012 se produjo un motín y un incendio que dejó un saldo de alrededor de 12 muertos y múltiples heridos en los espacios de la prisión.
Existen diversos reportes de prensa y denuncias sobre constantes operativos en los que se encuentran en otros elementos ilegales, artículos como armas, marihuana, celulares y municiones.